# Elektroniskt lås
Elektronisk låsning av dörrar är ett ganska brett segment som sträcker sig från elslutbleck till elektroniska nycklar.
Elslutbleck används för det mesta vid dörrar som öppnas ofta och där man inte har så höga säkerhetskrav. Nästa steg är motorlåset där man ställer högre krav på säkerheten och inte öppnar dörren lika ofta. Motorlås benämns ofta nattlås.
Vad gäller elektronisk cylinderlåsning finns även här ett antal olika typer. Man skilja på cylindrar med on-line-funktion och off-line-funktion. On-line-cylindrar sitter i anslutning till passersystem, och drivs med strömmen ifrån passersystemet. Off-line-cylindrar drivs med eget batteri i nyckelgeppet och kan på detta sätt leda till reducerade kostnader vid större installationer där man fortfarande vill ha kontroll på nycklarna. Både on-line- och off-line-nycklar kan spärras via en programvara vilket gör att en borttappad nyckel inte är en permanent risk.

## Användning
I en svensk undersökning gjord 2019 uppgav 7 procent av svenskarna att de hade elektroniska lås till sin bostad.